# Простафереза
Простаферезата (от старогръцки: προσθαφαίρεσις) е алгоритъм, използван в края на XVI и началото на XVII век за приблизително умножение и деление чрез използване на формули от тригонометрията. В продължение на четвърт век преди въвеждането на логаритмите след 1614 година това е единственият известен общ метод за бързо приблизително изчисление на произведения.
Алгоритъмът се базира на следните тригонометрични зависимости:
{\displaystyle {\begin{aligned}\sin a\sin b&={\frac {\cos(a-b)-\cos(a+b)}{2}}\\[6pt]\cos a\cos b&={\frac {\cos(a-b)+\cos(a+b)}{2}}\\[6pt]\sin a\cos b&={\frac {\sin(a+b)+\sin(a-b)}{2}}\\[6pt]\cos a\sin b&={\frac {\sin(a+b)-\sin(a-b)}{2}}\end{aligned}}}